# Andrea Abderhalden-Hämmerli

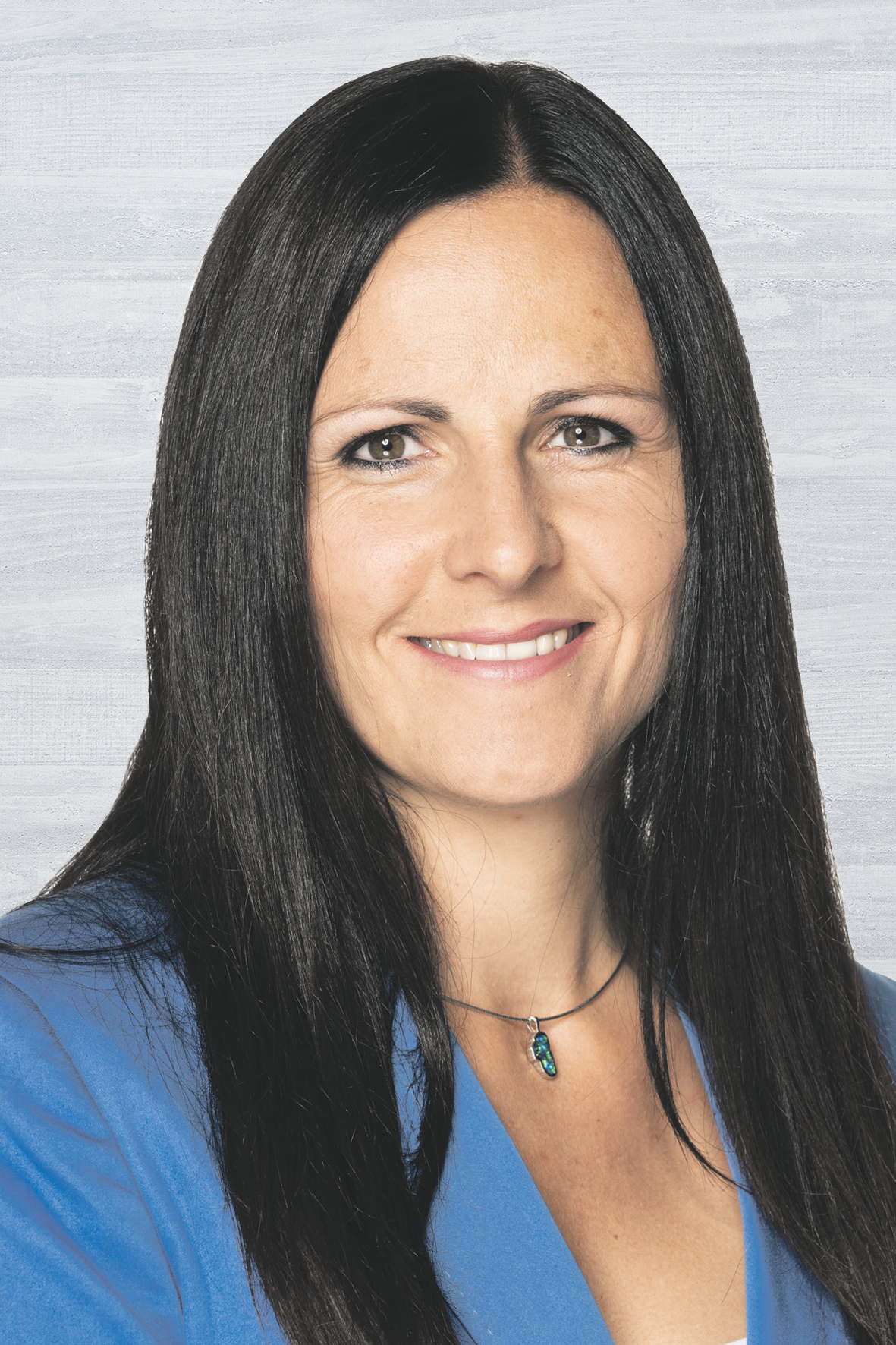
Andrea Abderhalden-Hämmerli (2017)

Andrea Abderhalden-Hämmerli (* 27. Mai 1978) ist eine Schweizer Politikerin (FDP) aus Nesslau. Sie vertritt seit September 2021 den Wahlkreis Toggenburg im Kantonsrat des Kantons St. Gallen.

## Leben und Engagement
Abderhalden-Hämmerli ist ausgebildete Kauffrau und arbeitete von 2000 bis 2015 für die St. Galler Kantonalbank in Nesslau. Seit 2018 ist sie Leiterin der regionalen Fachstelle Integration Toggenburg in der Gemeinde Wattwil. Heute arbeitet sie bei der AAK Holzmanufaktur AG in Ulisbach SG und ist seit Januar 2023 OK-Präsidentin des Schwägalp-Schwinget.
Von 1998 bis 2010 organisierte und koordinierte sie die Planung rund um die sportliche Karriere des dreifachen Schwingerkönigs Jörg Abderhalden. Auch nach seiner Karriere ist sie weiterhin für die Personenvermarktung und die Koordination der verschiedenen Engagements zuständig und für die Jörg Abderhalden AG betreut und berät sie weitere Sportler bei Sponsoring und Marketinganfragen. Seit 2012 ist sie Verwaltungsrätin und Mitglied der Geschäftsleitung der Jörg Abderhalden AG sowie seit 2016 Verwaltungsrätin der Clientis Bank Thur. Ausserdem ist sie seit 2006 Vorstandsmitglied der FDP Nesslau, seit 2017 Gemeinderätin der Gemeinde Nesslau und seit 2018 im Vorstand der FDP Toggenburg. Von 2014 bis 2016 war sie Verwaltungsrätin der Bergbahnen Wildhaus.
Andrea Abderhalden-Hämmerli ist auch ehrenamtlich tätig. Heute als OK-Präsidentin des Schwägalp-Schwinget, bis 2023 als Revisorin, von 2003 bis 2012 zuständig für Werbung und Marketing im OK. Aktuell auch als Delegierte der KMU Frauen St. Gallen und als Vorstandsmitglied der Kita Topolino Obertoggenburg sowie der Mütter- und Väterberatung Toggenburg.
Von 2018 bis 2022 war Abderhalden-Hämmerli Leiterin der regionalen Fachstelle Integration Toggenburg in der Gemeinde Wattwil.
Sie ist mit dem ehemaligen Schwingerkönig Jörg Abderhalden verheiratet und Mutter von drei Kindern.